# 田林街道
田林街道是中国上海市徐汇区下辖的一个街道。面积4.19平方公里。户籍人口7.96万人（2020年）。

## 歷史
1983年9月，上海縣漕河泾镇人民政府下轄的田林新村办事处成立，管轄範圍包括原先的上海县龙华乡、虹桥乡和漕河泾镇的部分地区。1984年9月，田林跟隨漕河泾镇由上海縣划归徐汇区。1985年，徐汇区人民政府設立獨立的田林街道办事处，直屬於徐匯區。1986年2月，漕河泾微电子工业区及原上海县漕宝路以北、虹梅路以东、蒲汇塘以南地区1.33平方公里划入田林街道。1990年12月，将桂林路以西地区划出，並建立虹梅路街道办事处。2001年，愛建園一期住宅開建。

## 行政区划
田林街道下辖田林一、二村居委会、田林三、四村居委会、田林十二村居委会、锦馨苑居委会、新苑第一、二居委会、新苑第三、四居委会、田林十三村居委会、千鹤第三居委会、千鹤第五居委会、万科华尔兹居委会、古宜居委会、田林十一村居委会、华鼎居委会、千鹤第二、四居委会、田林五、六、七村居委会、田林八、九、十村居委会、新苑第五、六、七居委会、田林十四村居委会、长春居委会、爱建园居委会、小安桥居委会。